# Écouché
Écouché is een plaats en voormalige gemeente in het Franse departement Orne in de regio Normandië en telt 1390 inwoners (2005). De plaats maakt deel uit van het arrondissement Argentan.

## Geschiedenis
Écouché was de hoofdplaats van het gelijknamige kanton totdat dit op 22 maart werd opgeheven en de gemeenten werden opgenomen in het op die dag gevormde kanton Magny-le-Désert. Op 1 januari 2016 fuseerde de gemeente met Batilly, La Courbe, Loucé, Saint-Ouen-sur-Maire en Serans tot de commune nouvelle Écouché-les-Vallées, waarvan Écouché de hoofdplaats werd.

## Geografie
De oppervlakte van Écouché bedraagt 5,2 km², de bevolkingsdichtheid is 267,3 inwoners per km².
De onderstaande kaart toont de ligging van Écouché met de belangrijkste infrastructuur en aangrenzende gemeenten.

## Demografie
Onderstaande figuur toont het verloop van het inwonertal (bron: INSEE-tellingen).
Batilly · La Courbe · Écouché · Fontenai-sur-Orne · Loucé · Saint-Ouen-sur-Maire · Serans